# Мері Джексон
Мері Вінстон Джексон (англ. Mary Winston Jackson; 9 квітня 1921, Гемптон — 11 лютого 2005, там же) — американська математик та аерокосмічна інженерка у Національному консультативному комітеті з повітроплавання (NACA), який у 1958 році був замінений Національним управлінням з аеронавтики і дослідження космічного простору (NASA). Більшу частину своєї кар'єри працювала в Науково-дослідному центрі Ленглі в Гемптоні, Вірджинія. Починала обчислювачем у сегрегованому Західному обчислювальному відділі, згодом пройшла вищі інженерні курси і в 1958 році стала першою чорношкірою жінкою-інженером НАСА.
За 34 роки роботи в НАСА Джексон дослужилася до найвищої старшої інженерної посади з можливих. Вона зрозуміла, що не може просуватися далі по кар'єрних сходах, не ставши керівником. Вона погодилася на зниження посади, щоб стати менеджером у двох програмах: у Федеральній жіночій програмі Офісу НАСА з програм рівних можливостей та в Програмі позитивних дій. У цій ролі вона працювала над зрушенням ситуації з наймом та просуванням жінок на наукові, інженерні та математичні посади в НАСА.
Історія Джексон описана у науково-популярній книзі «Приховані фігури: Історія афроамериканських жінок, які допомогли виграти космічну гонку» (2016). Вона є однією з трьох протагоністок в екранізації «Приховані фігури» того ж року.

## Особисте життя
Мері Вінстон народилася 9 квітня 1921 року у сім'ї Елли (уроджена Скотт) і Френка Вінстонів. Виросла в Гемптоні, штат Вірджинія, де з відзнакою закінчила «чорношкіру» школу Джорджа П. Фенікса.
Мері Джексон отримала ступінь бакалавра математики і фізики у Гемптонському університеті в 1942 році. Під час навчання була членкинею Альфа-Каппа-Альфа.
Понад 30 років Джексон була лідером дівчат-скаутів. У 1970-х роках відзначали її допомогу афро-американським дітям у своїй громаді створити мініатюрну аеродинамічну трубу для випробування літаків.
Джексон була у шлюбі з Леві Джексоном-старшим, у пари двоє дітей, Леві Джексон-молодший і Керолін Марі Льюїс. Померла 11 лютого 2005 року у віці 83 років.

## Кар'єра
Після закінчення школи Мері Джексон упродовж року викладала математику в афро-американській школі в окрузі Калверт, штат Меріленд. У той час державні школи Півдня все ще були сегреговані. Вона також почала займатися репетиторством зі школярами і студентами, що продовжувала упродовж всього життя.
У 1943 році вона повернулася в Гемптон, де стала бухгалтером у Національному центрі католицької громади. Згодом працювала секретарем і діловодом у Департамент іохорони здоров'я Гемптонського інституту. У цей час вона була вагітна і зрештою повернулася додому до народження сина. У 1951 році вона стала клерком у канцелярії начальника у Форт-Монро.

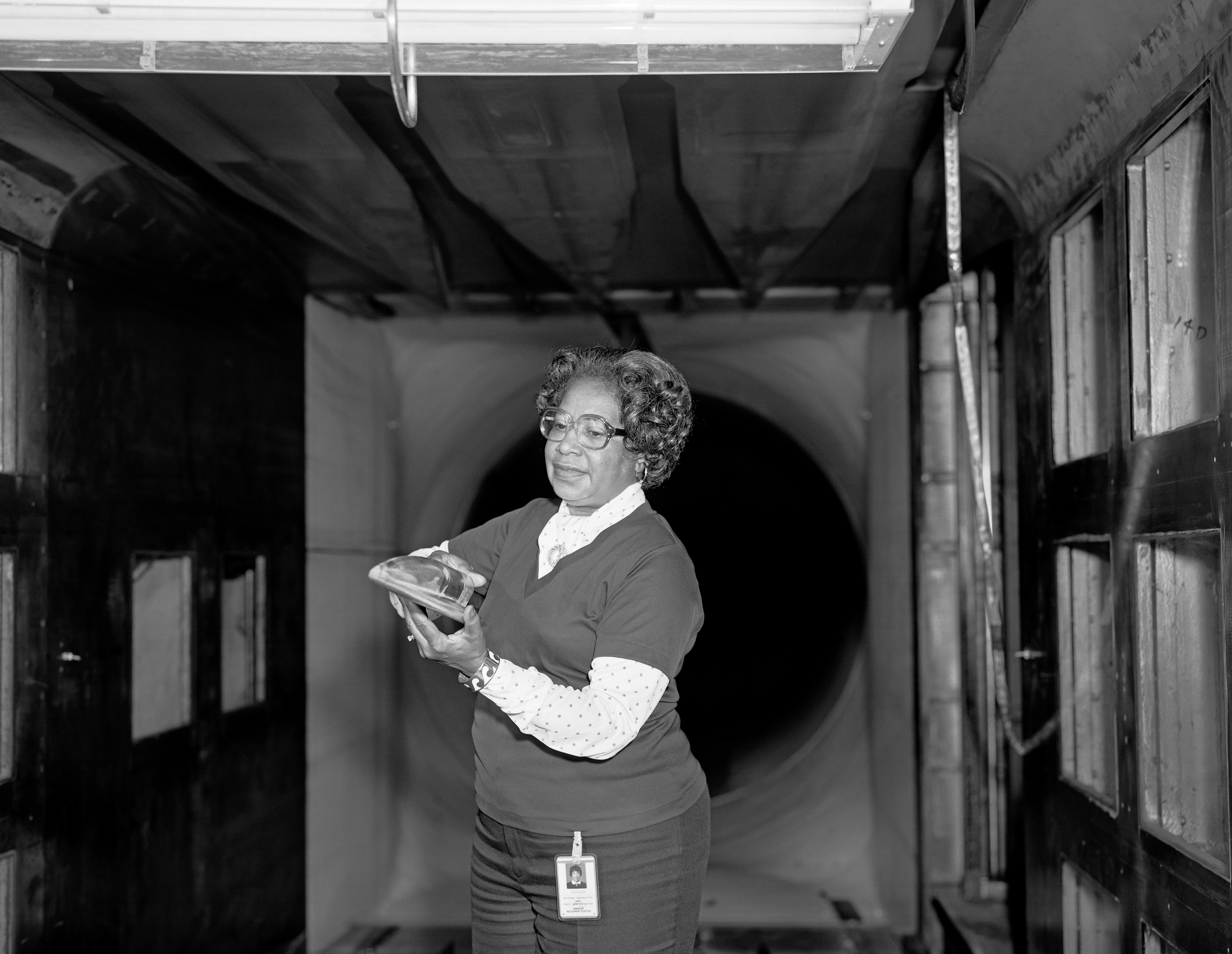
Джексон тримає модель аеродинамічної труби

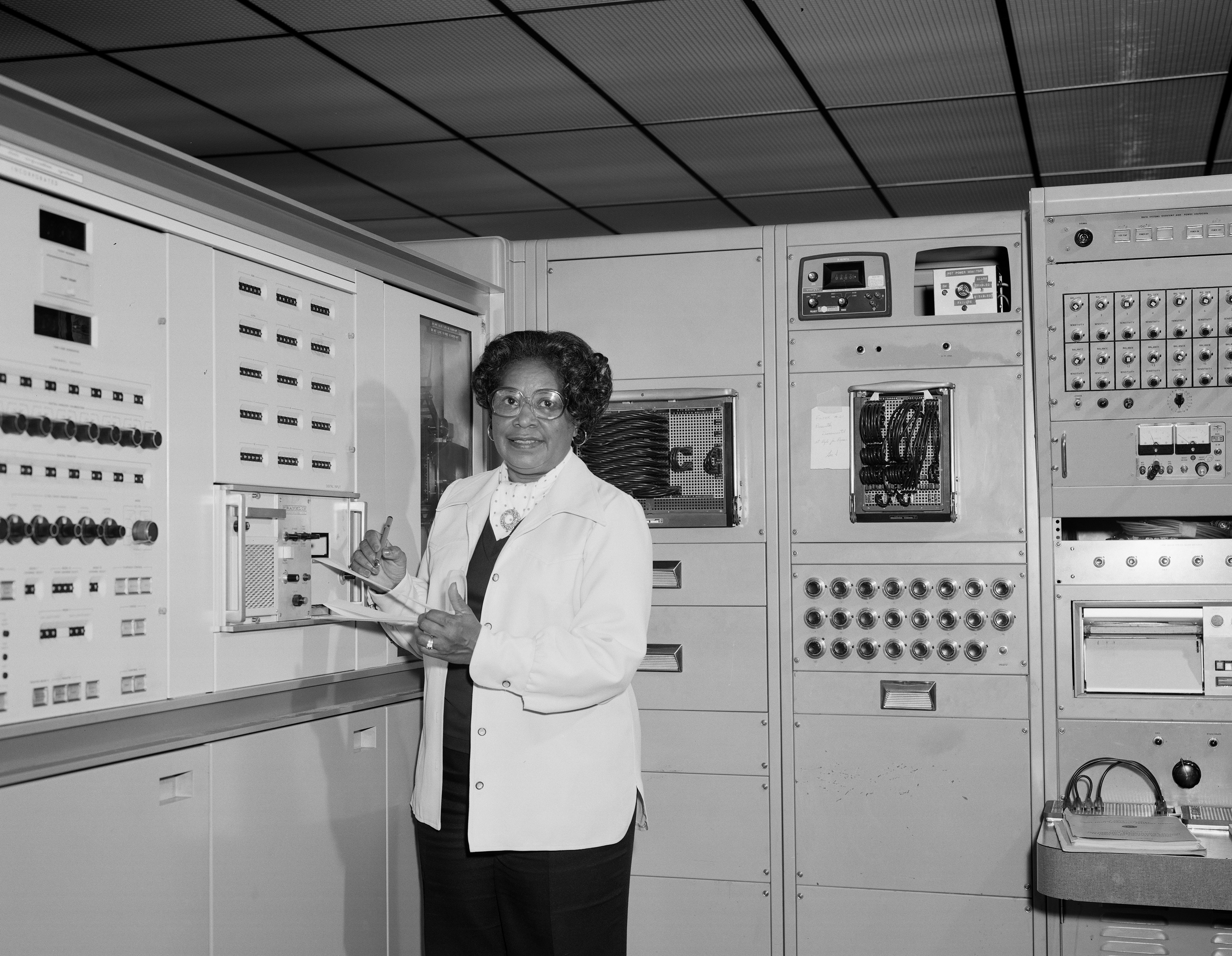
Джексон на роботі у Дослідному інституті Ленглі

У 1951 році Джексон був найнята Національним консультативним комітетом з аеронавтики (NACA), наступником якого в 1958 році стало Національне управління з аеронавтики і дослідження космічного простору (NASA). Вона починала як штатний математик, або обчислювач, у Дослідному центрі Ленглі у своєму рідному місті Гемптон, штат Вірджинія. Вона працювала під керівництвом Дороті Вон у сегрегованому Західному обчислювальному відділі.
У 1953 році вона прийняла пропозицію працювати на інженера Казімєжа Чарнецького у Тунелі надзвукового тиску. Ця аеродинамічна труба, розмірами 1,2 на 1,2 м і потужністю 45 000 kW, використовується для вивчення сил на моделі шляхом генерації вітру, швидкість якого майже в два рази перевищує швидкість звуку. Чарнецький заохотив Джексон пройти навчання, щоб її можна було підвищити до інженера. Їй потрібно було пройти базовий курс з математики та фізики, щоб могти претендувати на посаду. Можливість пройти такий курс була у вечірній програмі Університету Вірджинії, яка читалася у «білошкірій» Гемптонській школі. Джексон подала петицію до міської влади Гемптона, щоб їй дозволили відвідувати заняття. Після закінчення курсів у 1958 році їй було присвоєно звання авіаційного інженера, і Мері Джексон стала першою чорношкірою жінкою-інженером НАСА. Вона аналізувала дані експериментів аеродинамічної труби та реальних льотних експериментів Відділення теоретичної аеродинаміки Відділу дозвукової-трансзвукової аеродинаміки в Ленглі. Її мета в тому, щоб зрозуміти потоки повітря, включно з силами тяги й опору, для покращення літаків Сполучених Штатів.
Джексон працювала інженером у ряді підрозділів НАСА: Відділі дослідження стисливості, Відділі повномасштабних досліджень; Відділі дозвукової-трансзвукової аеродинаміки. В кінцевому рахунку вона є автором або співавтором 12 технічних документи для NACA і NASA. Вона працювала над тим, щоб допомогти жінкам та іншим меншинам просуватися по кар'єрних сходинках, у тому числі радячи їм, яке навчання проходити, щоб претендувати на підвищення.
До 1979 року Джексон досягла найвищої посади в інженерному департаменті. Вона вирішила прийняти пониження в посаді до адміністратора. Після проходження навчання у штаб-квартирі НАСА, вона повернулася в Ленглі. Вона працювала над змінами і відзначенням жінок та представників інших меншин, які чогось досягли в галузі. Вона була одночасно керівником Федеральної жіночої програми Офісу НАСА з програм рівних можливостей та Програми позитивних дій, і вона докладала зусиль, щоб вплинути на розвиток кар'єри жінок на посадах в науці, інженерії та математиці в НАСА. Мері Джексон продовжувала працювати в НАСА до виходу на пенсію в 1985 році.

## Спадщина
Фільм «Приховані фігури» 2016 року розповідає про кар'єру в НАСА Мері Джексон, Кетрін Джонсон і Дороті Вон, зокрема про їхню роботу над проектом Меркурій під час космічної гонки. Фільм заснований на однойменній книзі Марго Лі Шеттерлі. Ролі Джексон у фільмі зіграла Жанель Моне.
У 2018 році шкільна рада Солт-Лейк-Сіті проголосувала за те, щоб початкова школа імені Джексона в Солт-Лейк-Сіті була офіційно названа на честь Мері Джексон, а не президента Ендрю Джексон, як раніше.

## Нагороди та почесні звання
- Apollo Group Achievement Award, 1969[7][11]
- Daniels Alumni Award for Outstanding Service to Disadvantaged Youth[11]
- National Council of Negro Women, Inc. Certificate of Recognition for Outstanding Service to the Community[11]
- Distinguished Service Award for her work with the Combined Federal Campaign representing Humanitarian Agencies, 1972[11]
- Langley Research Center Outstanding Volunteer Award, 1975[11]
- Langley Research Center Volunteer of the Year, 1976[7]
- Iota Lambda Sorority Award for the Peninsula Outstanding Woman Scientist, 1976[11]
- King Street Community Center Outstanding Award[11]
- National Technical Association's Tribute Award, 1976[11]
- Hampton Roads Chapter «Book of Golden Deeds» for service[11]
- Langley Research Center Certificate of Appreciation, 1976—1977[11]

## Публікації
- Czarnecki, K. R.; Jackson, Mary W. (September 1958), Effects of Nose Angle and Mach Number on Transition on Cones at Supersonic Speeds (NACA TN 4388), National Advisory Committee for Aeronautics
- Jackson, Mary W.; Czarnecki, K.R. (1960), Investigation by Schlieren Technique of Methods of Fixing Fully Turbulent Flow on Models at Supersonic Speeds, т. 242, National Aeronautics and Space Administration
- Czarnecki, K. R.; Jackson, Mary W. (January 1961), Effects of Cone Angle, Mach Number, and Nose Blunting on Transition at Supersonic Speeds (NASA TN D-634), NASA Langley Research Center
- Jackson, Mary W.; Czarnecki, K. R. (July 1961), Boundary-Layer Transition on a Group of Blunt Nose Shapes at a Mach Number of 2.20 (NASA TN D-932), NASA Langley Research Center
- Czarnecki, K.R.; Jackson, Mary W.; Monta, William J. (1963), Studies of Skin Friction at Supersonic Speeds (Turbulent Boundary Layer and Skin Friction Data for Supersonic Transports)
- Jackson, Mary W.; Czarnecki, K. R.; Monta, William J. (July 1965), Turbulent Skin Friction at High Reynolds Numbers and Low Supersonic Velocities, National Aeronautics and Space Administration
- Czarnecki, K.R.; Jackson, M.W.; Sorrells, R. B. III (1 грудня 1966), Measurement by wake momentum surveys at Mach 1.61 and 2.01 of turbulent boundary-layer skin friction on five swept wings, National Aeronautics and Space Administration
- Czarnecki, K.R.; Allen, J. M.; Jackson, M.W. (1 січня 1967), Boundary-layer transition on hypersonic-cruise aircraft, National Aeronautics and Space Administration
- Czarnecki, K.R.; Jackson, M.W. (1 листопада 1970), Theoretical pressure distributions over arbitrarily shaped periodic waves in subsonic compressible flow and comparison with experiment, National Aeronautics and Space Administration